# Brandon (Mississippi)
Brandon è una città (city) degli Stati Uniti d'America, capoluogo della contea di Rankin, nello Stato del Mississippi.